# Sainte-Anne-des-Monts
Pronunciação
Sainte-Anne-des-Monts é uma cidade localizada na província de Quebec no Canadá.